# Yuan Shu-chi
Yuan Shu-chi (袁叔琪S, Yuán ShúqíP; 9 novembre 1984) è un'arciera taiwanese.

## Palmarès

### Olimpiadi
- 1 medaglia:
  - 1 bronzo (Atene 2004 a squadre)

### Giochi asiatici
- 1 medaglia:
  - 1 bronzo (Doha 2006 a squadre)

### Universiadi
- 2 medaglie:
  - 1 argento (Shenzhen 2011 a squadre miste)
  - 1 bronzo (Shenzhen 2011 a squadre)